# Kleve, Dithmarschen
Kleve là một đô thị thuộc huyện Dithmarschen, trong bang Schleswig-Holstein, nước Đức. Đô thị Kleve, Dithmarschen có diện tích 12,75 km², dân số thời điểm 31 tháng 12 năm 2006 là 439 người.